# 타바스코고추
타바스코 고추(tabasco pepper)는 멕시코 원산의 고추의 한 종류이며, 타바스코 소스의 주재료 중 하나로 알려져 있다. 명칭은 멕시코의 타바스코주에서 유래했으며, 보통 대문자로 시작하는 타바스코(Tabasco)는 타바스코 소스를 부르는 상품명이지만 소문자(tabasco)로 시작하는 경우는 타바스코 고추의 학명을 의미한다.
관목 형태로 성장하며, 상업적 재배용의 경우 손질을 통해 줄기 부분을 강화시킨다. 열매는 4cm 정도의 크기이며, 여물기 전에는 옅은 황녹색 내지는 노란색이었다가 완전히 여물게 되면 선홍색이 된다. 또한 일반적인 식물의 열매들처럼 열매가 아래쪽으로 늘어지는 것이 아닌 열매가 꼿꼿이 선 상태로 성장한다.
타바스코 고추는 스코빌 척도에서 30,000–50,000 단계에 속하며, 다른 고추들과는 달리 내부에 즙이 많아 건조시켜 사용하기 힘든 특징이 있다.
1960년대에 상당수의 타바스코 고추 품종이 담배모자이크바이러스에 감염된 바 있으며, 1970년대에 들어서 담배모자이크바이러스에 대한 저항성을 보유한 품종인 그린리프 타바스코(Greenleaf tabasco)가 생산되기 시작했다.

## 같이 보기
- 타바스코 소스